# Nora Morales de Cortiñas
Nora Morales de Cortiñas   (Buenos Aires, 22 de març de 1930 - Morón, 30 de maig de 2024), més coneguda com a Nora Cortiñas o, també, amb el diminutiu Norita Cortiñas, va ser una psicòloga i activista en defensa dels drets humans argentina, cofundadora de l'associació Madres de Plaza de Mayo i posteriorment del Madres de Plaza de Mayo Línea Fundadora.
El seu fill Carlos Gustavo Cortiñas, estudiant universitari de 24 anys, casat i amb un nen petit, militant del Partit Peronista a la villa 31, va desaparèixer després de ser detingut per membres de les forces armades a Buenos Aires el 15 d'abril de 1977, quan treballava a l'Institut Nacional d'Estadístiques i Censos (INDEC).

## Biografia
Va ser psicòloga social i professora a la Facultat de Ciències Econòmiques de la Universitat de Buenos Aires. Des del 1998 va ser titular de la Càtedra de Poder Econòmic i Drets Humans.
Des de 1977 va formar part de les Madres de Plaza de Mayo Línea Fundadora, que reclamaven a les autoritats el càstig dels culpables dels segrestos, tortures i desaparicions forçades de 30.000 persones durant la dictadura militar de 1976 a 1983. Cortiñas va viatjar per tots els continents fent crides a la solidaritat amb els familiars dels desapareguts al seu país i la sanció als culpables d'aquesta tragèdia. Com a professora universitària va realitzar valuoses anàlisis i estudis sobre la relació entre la dictadura militar, el corrupte deute extern i la crisi econòmica a l'Argentina.
Va mostrar el seu suport a la causa que defensa l'avortament legal i va ser oradora en la marxa anomenada Ni una menos del 4 de juny del 2018.

## Homenatges
Des de l'any 2000 va ser doctora honoris causa per la Universitat Lliure de Brussel·les. També la Universitat de Salta li va concedir el 2004 un doctorat honoris causa, per la seva trajectòria en defensa dels drets econòmics i socials de la població argentina. El 2012, la Universitat de Buenos Aires la va distingir amb el doctorat honoris causa, ocasió en la qual va dir: «és una abraçada, forta, forta, que comparteixo amb la meva família i que dedico al Gustavo, a qui avui he fet una ofrena, en presentar un "habeas corpus", com molts que he presentat durant anys des del primer dia que se'l van emportar».
El 14 de desembre de 2010, els treballadors de IMPA (empresa processadora d'alumini) la van homenatjar amb la inauguració al seu edifici d'un teatre amb el seu nom, «per la seva incansable lluita en defensa dels drets humans i la seva solidaritat permanent amb totes les lluites del nostre poble». El 25 de març de 2008, treballadors de l'INDEC i militants polítics van recordar la tasca del seu fill com a enquestador i van descobrir una placa donada pels obrers de l'ex-fàbrica Zanon. Aquell dia li van lliurar el lligall del seu fill, que encara es conservava a l'institut.
El 2012 es va estrenar el documental Norita, Nora Cortiñas, amb guió i direcció de Miguel Mirra. En 2017 l'editorial Sudestada va editar, com a part de la seva col·lecció Para chicos y chicas, el número 20 dedicat a la vida de Norita, amb textos de Vanesa Khalil i il·lustracions de Julio Ibarra. També el cantautor uruguaià Alejandro Balbis li va escriure una cançó, titulada «Desayuno sin hablar», que segons va explicar va ser «producte de llargues converses amb Nora Cortiñas».